# Anders Sjöström
Nils Anders Sjöström, född 3 juni 1983 i Fässbergs församling i Mölndal, är en svensk friidrottare (tresteg) tävlande för Mölndals AIK.

## Personliga rekord
| Utomhus - 100 meter – 11,14 (Uddevalla 27 juli 2002) - Längdhopp – 7,11 (Göteborg 10 september 2002) - Tresteg – 15,63 (Sollentuna 15 juli 2006) | Inomhus - 60 meter – 7,29 (Göteborg 2 februari 2002) - Längdhopp – 7,05 (Göteborg 23 februari 2002) - Tresteg – 15,03 (Malmö 26 januari 2008) |